# Endasys coriaceus
Endasys coriaceus är en stekelart som beskrevs av Luhman 1990. Endasys coriaceus ingår i släktet Endasys och familjen brokparasitsteklar. Arten är reproducerande i Sverige. Inga underarter finns listade i Catalogue of Life.